# علی‌آباد (کوهسرخ)
علی‌آباد روستایی از توابع بخش مرکزی شهرستان کوهسرخ در استان خراسان رضوی است و این روستا در دهستان کوه سفید قرار دارد و بر اساس سرشماری سال ۱۳۸۵ جمعیت آن ۹۷۹ نفر (۲۴۹ خانوار) است.
این روستا در مسیر جاده کاشمر به نیشابور جای دارد. فاصله این روستا تا کاشمر ۳۵ کیلومتر و تا نیشابور ۹۵ کیلومتر است. این روستا در دامنه کوه آریا واقع شده‌است. این روستا دارای امکانات مخابراتی، خانه بهداشت و آب و برق و مدرسه تا سطح راهنمایی برای دختران و پسران می‌باشد. شغل مردم کشاورزی و مهمترین محصول آن بادام، زعفران، خیار، سیب زمینی، خریزه وهندوانه، چغندر و گندم و جو می‌باشد.